# Chironomus leucura
Chironomus leucura är en tvåvingeart som först beskrevs av Jean-Jacques Kieffer 1915.  Chironomus leucura ingår i släktet Chironomus och familjen fjädermyggor.
Artens utbredningsområde är Tyskland. Inga underarter finns listade i Catalogue of Life.